# 桥上桥
桥上桥位于中国陕西省渭南市华州区赤水镇西侧赤水河之上，是一座两层石拱桥，1992年被列为第三批陕西省文物保护单位，2013年被列为第七批全国重点文物保护单位。
下桥建于清康熙六年（1667年），因水土流失，泥沙淤积，河床逐渐抬高，道光十二年（1832年）在下桥的桥面上新建上桥，其后下桥完全被泥沙掩埋。20世纪80年代因河床挖沙，使下桥重见天日。桥长70米，宽5米，九孔，下桥仅有四孔外露。